# جدل إدومينيو 2006
جدل إدومينيو 2006 هو جدل حدث في 26 سبتمبر 2006، بعد إعلان دار أوبرا برلين الألمانية عن إلغاءها أربعة عروض كان مقرراً إقامتها في نوفمبر 2006 (لموزارت عن أوبرا إيدومينيو) مشيرة إلى مخاوف أمنية خطيرة لايحمد عقباها من تجسيد رأس النبي محمد مقطوعاً. حيث صرحت دار الأوبرا في بيان صحفي لها أنها «لتفادي تعريض جمهورها وموظفيها للخطر، قررت الإدارة عدم تكرار أوبرا إيديومينيو في نوفمبر 2006».
وقد تمحورت قصة الأوبرا الذي أخرجها المؤلف والمخرج الألماني هانز نيونفيلز انطلاقا من نص ليبريتو عن الملك إدومينيو الذي يترنح على خشبة المسرح وهو يحمل حقيبة مليئة بالرؤوس المقطوعة لمجموعة من الشخصيات التاريخية (نبتون (آلهة الماء)، يسوع، بودا ومحمد) موضوعة على الكراسي كل على حدى حيث تنطلق الأحداث في أعقاب حرب طروادة. حيث أن المقصود من المشهد هو الدلالة على لحظة انعتاق الناس إلى صفوة الحرية بدون آلهة أو أصنام، بالرغم من بقاء مميزات وقوى نبتون دون تدمير.
وذكرت هيئة الإذاعة البريطانية (بي بي سي) أن شرطة برلين لم تسجل حتى الآن أي تهديد مباشر لدار الأوبرا، إلا أن صحيفة نيويورك تايمز ذكرت وجود تهديد من مجهول قد حدث في أغسطس أنذاك ضد المسرح.